# Experimental Prototype Community of Tomorrow
(Walt Disney)

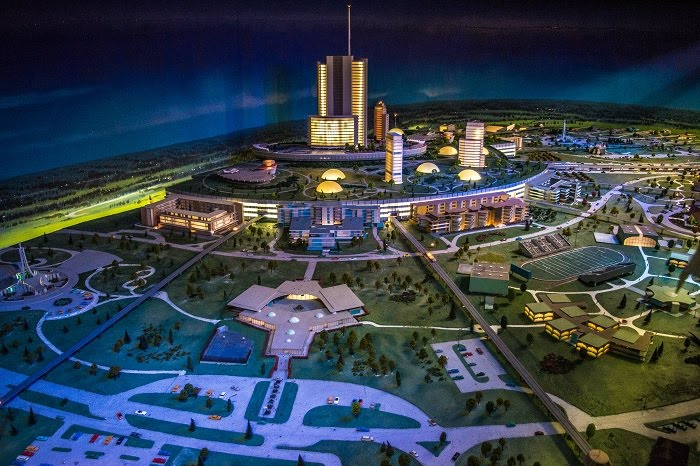
Il modellino del progetto originale di EPCOT presso il Walt Disney World Resort

L'Experimental Prototype Community of Tomorrow ("Prototipo sperimentale di comunità del futuro") detta anche Experimental Prototype City of Tomorrow ("Prototipo sperimentale di città del futuro"), abbreviato in EPCOT, è un'utopica città del futuro a Orlando pianificata da Walt Disney a partire dagli anni sessanta, qualche anno prima della sua morte, avvenuta nel 1966.
L'idea di base era quella di creare una sorta di "comunità del futuro" (da qui il nome), nonché stimolare il mercato immobiliare statunitense attraverso nuovi metodi abitativi. Dopo la morte di Walt Disney, il progetto si evolse, dando vita al parco di divertimenti omonimo, l'Epcot, che aprì le porte al pubblico di massa nel 1982, presso il Walt Disney World Resort e che poco (o nulla) aveva a che vedere col progetto originale di Walter.

## Storia

### Ispirazione
Nella prima metà degli anni sessanta, Walt Disney era ormai una persona di successo nel mondo dell'industria cinematografica e del divertimento che aveva innovato sia nel campo dello spettacolo, come nel mondo dell'animazione e del cinema, sia in quello dell'intrattenimento e dei parchi di divertimento. Inoltre, in ambito privato, già da molti anni era diventato nonno di numerosi nipotini. Con il passare del tempo, Disney cominciò a preoccuparsi del futuro, chiedendosi sempre più spesso cosa, un domani, avrebbe atteso i suoi nipoti. Il presente, secondo il metro di giudizio di Disney, non era dei migliori, in quanto criminalità, inquinamento e sovrappopolazione rendevano le città dell'epoca un vero disastro, ben lontane dalla limpidezza e tranquillità del parco Disneyland di Anaheim vicino a Los Angeles, che aveva aperto nel 1955.
In virtù di ciò, Disney si rese conto che tutte le tecniche di costruzione utilizzate per la creazione degli edifici nel parco divertimenti recante il suo nome, anche grazie all'apporto dei designer della Walt Disney Imagineering, avrebbero potuto essere usate per sviluppare vere e proprie micro-comunità, se non addirittura intere città. Così, cominciò egli stesso a occuparsi della consultazione di libri di architettura e ingegneria, sebbene coadiuvato da esperti del settore, per giungere il più presto possibile all'obiettivo prefissatosi. Disney, un innovatore per sua stessa ammissione, sentiva di aver già contribuito abbastanza all'innovazione nel campo dell'animazione, del cinema, della televisione e persino nella gestione dei parchi di divertimenti, e non voleva mai ripetersi, e per questo era anche contrario a realizzare sequel dei suoi film di maggior successo, pertanto decise che il suo prossimo passo sarebbe stato quello della gestione di un'utopica città futuristica.
Nel mentre, Disney diede un assaggio del suo "stile" particolare, nell'ambito dell'industria dei divertimenti, con la creazione di ben quattro padiglioni presso l'Esposizione Universale di New York, nel 1964/1965.
Walt Disney, notando l'entusiasmo del pubblico dell'East Coast, che applaudì con veemenza i suoi progetti, si rese conto che ormai i tempi erano maturi per la costruzione di un nuovo parco di divertimenti, in loco.

### Florida

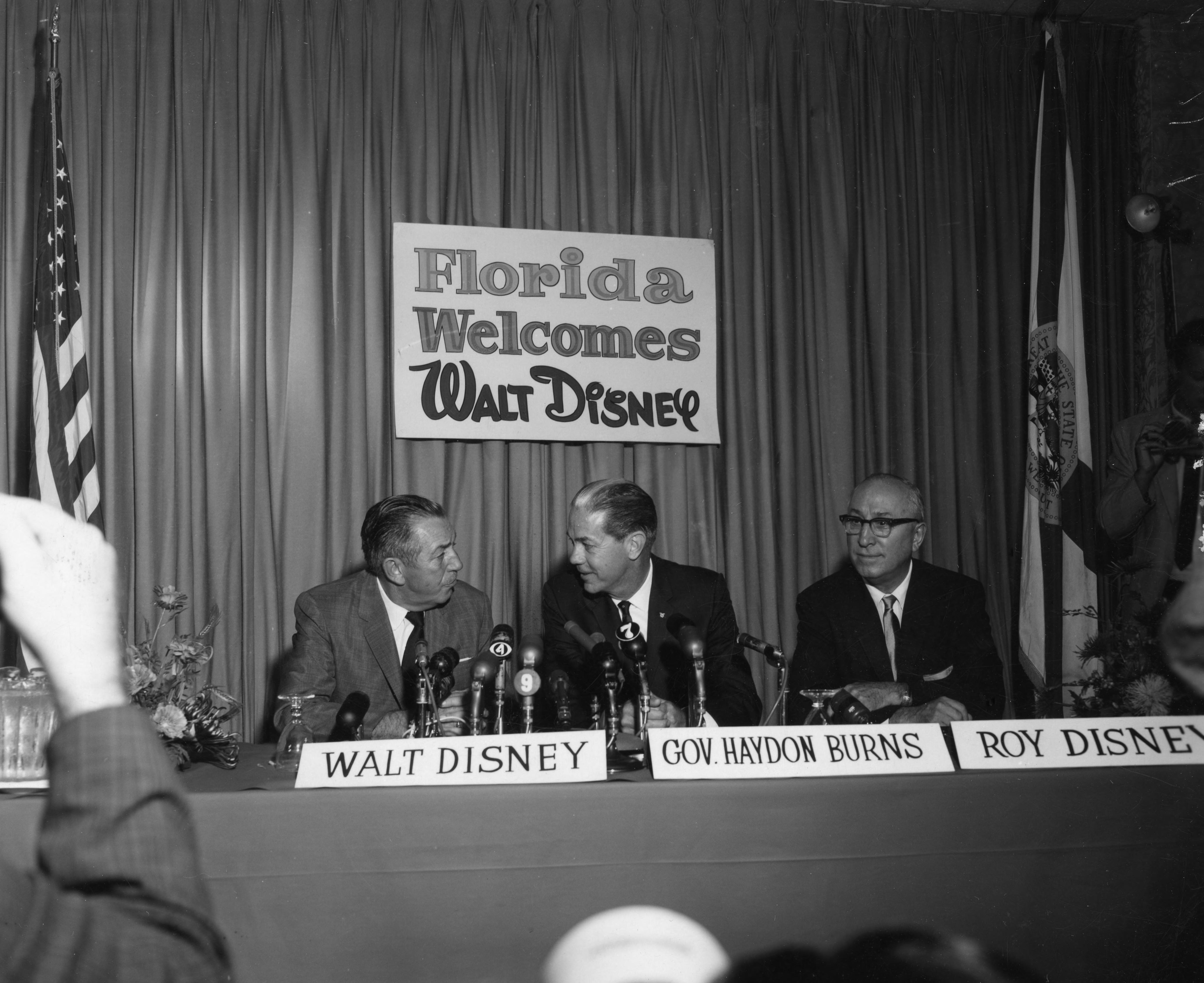
Walt Disney con il governatore della Florida (al centro) e con suo fratello Roy O. Disney, nel 1965 durante la conferenza stampa in cui annunciò pubblicamente il progetto per un nuovo resort Disney in Florida

Il luogo scelto da Disney ricadde sullo Stato della Florida, sia per il suo clima subtropicale sia per la vicinanza di un aeroporto militare che sarebbe presto diventato l'aeroporto internazionale di Orlando, ma con la consapevolezza assoluta di non voler ricreare un semplice doppione del parco di divertimenti della West Coast, bensì una sorta di piccola comunità dove le persone potessero sì divertirsi, ma anche vivere stabilmente. Attraverso varie società di facciata (Dummy Corporations), Walt Disney acquistò 113 km² di terreno paludoso, presso la città di Orlando, che molti anni dopo diverrà famoso come Walt Disney World.
(Walt Disney)

### Il filmEPCOT
Nell'ottobre del 1966, due mesi prima della sua morte, Disney produsse un cortometraggio documentario sul "Progetto Florida", il suo progetto per la comunità del futuro. Nel film, che venne in seguito incluso nella collezione DVD Walt Disney Treasures, lo stesso Disney esponeva brevemente le caratteristiche del nuovo parco, nonché del funzionamento dell'EPCOT, attraverso animazioni e modellini, ma anche con riprese dal vivo, al fine di spiegare il più chiaramente possibile come la città avrebbe potuto sostenersi e vivere di vita propria. Dato che allora il "Progetto Florida" era top secret e conosciuto solo dai suoi più stretti collaboratori, il target del mini-film era rappresentato principalmente dai grandi imprenditori e industriali statunitensi, che Disney cercava di persuadere per ricevere dei finanziamenti al fine di giungere il più presto possibile alla tramutazione in realtà del suo sogno.

## Il piano principale
Disney elaborò un piano che permetteva di utilizzare completamente la superficie acquistata nel terreno della Florida, rendendo l'EPCOT un'attrazione centrale.
Giungendo in auto, presso la zona sud del parco, i visitatori sarebbero stati trasferiti al Disney World Welcome Center per mezzo di un'avveniristica monorotaia, dove hostess poliglotte avrebbero accolto ospiti di ogni nazionalità. Dopo tale accoglienza, il gruppo sarebbe stato trasferito presso il centro EPCOT vero e proprio, con annessa visita all'EPCOT Industrial Park. Secondo Disney, questo avrebbe stimolato i visitatori a "copiare" le tecniche ivi osservate, trasportandole e applicandole nelle loro città di provenienza.

## La città

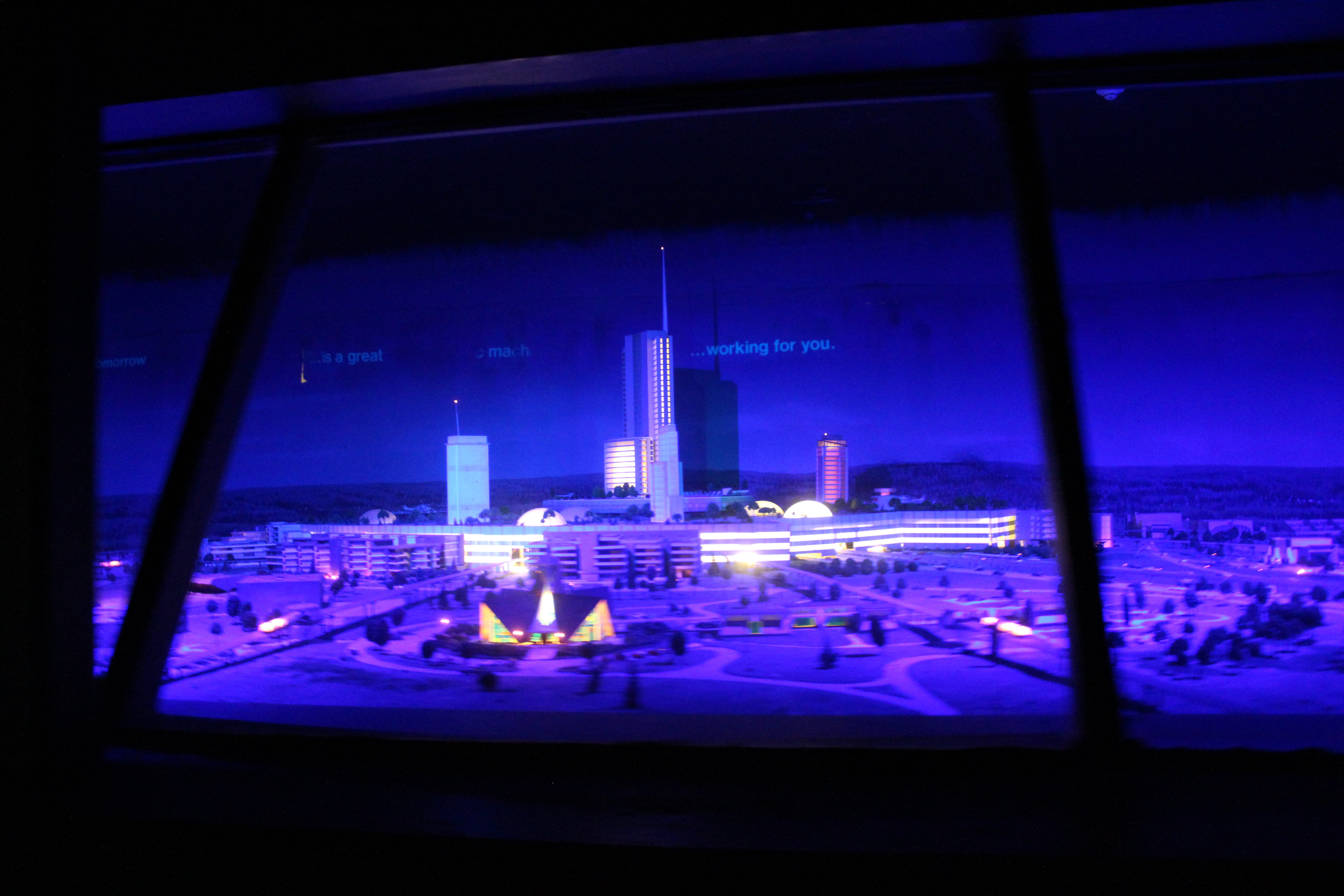
Un'altra veduta del modellino in scala di EPCOT

Secondo quanto presentato nel film EPCOT, la città omonima era basata su un semplice ma innovativo concetto: il "radiale" (Radial Concept). Simile a quello di Disneyland, la città si sviluppava secondo uno schema a "ruota", partendo dal punto centrale per poi espandersi via via verso l'esterno. In tal modo, la densità abitativa sarebbe diminuita in maniera direttamente proporzionale alla distanza dal centro stesso della città.

### Trasporti
La città sarebbe stata collegata con Disney World principalmente attraverso la già citata monorotaia, introdotta dallo stesso Disney nel 1959. Il percorso avrebbe tagliato di netto la proprietà collegando, attraverso il punto centrale rappresentato dall'EPCOT, il sud e il nord della proprietà.
I trasporti interni sarebbero stati garantiti attraverso il servizio assai innovativo della WEDway, un sistema di trasporto denominato PeopleMover che, non fermandosi mai, avrebbe garantito una libertà di movimento senza eguali. I primi test di questo sistema vennero effettuati nel 1967. Oggi, la WEDway è chiamata Tomorrowland Transit Authority.
In virtù di questi mezzi di trasporto, i residenti dell'EPCOT non avrebbero avuto bisogno di un'automobile, se non per qualche rara gita all'esterno della struttura. Attraverso un complicato sistema di divisione, le aree pedonali sarebbero state separate da quelle prettamente stradali, eliminando in tal modo il rischio di incidenti stradali. L'approvvigionamento di materie prime e simili sarebbe invece avvenuto attraverso reti sotterranee (in seguito tale idea venne ripresa per gli utilidors, i corridoi di servizio sotterranei del futuro Magic Kingdom).

### Il centro della città
Le aree commerciali, nonché la cosiddetta downtown, sarebbero state poste esattamente nel cuore dell'EPCOT, ben distanti dalle zone residenziali. Al centro dell'area sarebbe stato posto un hotel di 30 piani, dotato anche di sala convegni. Gli ospiti dell'hotel avrebbero goduto di numerosi servizi, tra cui piscine, campi da tennis e da basket, ma anche negozi e ristoranti. Secondo il progetto originale, ogni piccola area avrebbe avuto un tema di base diverso, dando al visitatore l'impressione di trovarsi in un luogo sempre diverso.

### Area residenziale ad alta densità
Ai limiti del centro cittadino, sarebbero stati costruiti diversi grandi appartamenti ad alta densità abitativa, in cui all'incirca 20 000 persone avrebbero alloggiato. Le rate dell'affitto degli appartamenti sarebbero state inferiori rispetto a quelle dei mercati immobiliari più vicini. Stando alle parole di Disney, nessuno avrebbe avuto la proprietà della singola cellula abitativa e la sua compagnia avrebbe mantenuto la proprietà. Questo perché, secondo Disney, avrebbero così potuto decidere quando rinnovare gli appartamenti con le più innovative tecnologie a disposizione, senza dover chiedere il permesso a eventuali proprietari.

### La "cintura verde"
Ideale linea di separazione tra il centro cittadino e le aree a bassa densità abitativa sarebbe stata la cosiddetta "cintura", una sorta di "polmone verde" dotato di parchi, aree sociali e di gioco, chiese e quant'altro.

### Aree residenziali a bassa densità
Subito dopo la "cintura verde", avrebbero fatto la loro comparsa tali aree a scarsa densità abitativa, somiglianti grosso modo a petali di fiore. La casa, solitamente una villetta di medie dimensioni, avrebbe occupato l'estremità del "petalo", mentre il resto sarebbe stato occupato da spazi verdi per bambini e adulti. Anche la proprietà di queste villette sarebbe rimasta alla compagnia di Walt Disney, per lo stesso sopracitato motivo.

### Condizioni di vita e occupazione
Nessun abitante dell'EPCOT avrebbe avuto la proprietà della casa o del terreno in cui questa sorgeva. Walt Disney esercitava tale controllo, secondo alcuni suoi detrattori un'idea di matrice vagamente comunista, semplicemente per garantire un certo "ricambio tecnologico" all'interno delle case, in totale libertà. Secondo il film, tutti gli abitanti dell'EPCOT avrebbero avuto un lavoro, così da evitare la formazione di ghetti o quartieri poveri. Curiosamente, non erano previsti enti di previdenza sociale per la remunerazione post-lavorativa. I luoghi di lavoro sarebbero stati molti, tra cui il medesimo parco di divertimenti circostante, l'area shopping con negozi, l'hotel, l'aeroporto e il "Centro di benvenuto".
(Walt Disney)

## L'eredità di Walt Disney

### Il "dopo-Walt"
Walt Disney morì il 15 dicembre del 1966. Stando alle parole del fratello, Roy, anche nella fase terminale della malattia, Disney continuava a pianificare senza sosta la crescita della città dei suoi sogni. Dopo la dipartita di Disney, i direttori della compagnia si resero conto che, con la morte del suo miglior sostenitore, il progetto sarebbe stato assai rischioso, soprattutto dal punto di vista economico. Roy Disney cercò di prendere in mano le redini del progetto, ma, senza il più influente fratello, non riuscì a convincere il consiglio di amministrazione della società. Nonostante questo, Roy pensò solo di accantonare momentaneamente il progetto EPCOT, in vista di tempi migliori. Nell'ottobre del 1971, aprì il Walt Disney World Resort con la presenza del solo Magic Kingdom e di due hotel. Roy volle a tutti i costi chiamare il parco "Walt Disney World", a perenne tributo per il fratello. Roy Disney morì nel dicembre del 1971, lasciando il progetto EPCOT nell'oblio.

### Il parcoEpcot
Sul finire degli anni settanta, il nuovo amministratore delegato della Walt Disney Company, Card Walker, volle rivisitare l'originale progetto EPCOT ma, anche in questo caso, il consiglio di amministrazione pose il veto, in quanto non si riteneva economicamente possibile la gestione di una città intera che, inoltre, doveva essere continuamente rifornita delle ultime tecnologie in campo abitativo e tenuta sotto il controllo tecnologico delle macchine. Un piccolo compromesso fu raggiunto con la costruzione dell'EPCOT Center, un parco di divertimenti inaugurato nel 1982 che, solo in misura minore, ricalcava alcune delle idee di Walt Disney, ma che nulla aveva a che fare con il mastodontico progetto di un'utopica città del futuro.

### La città di Celebration

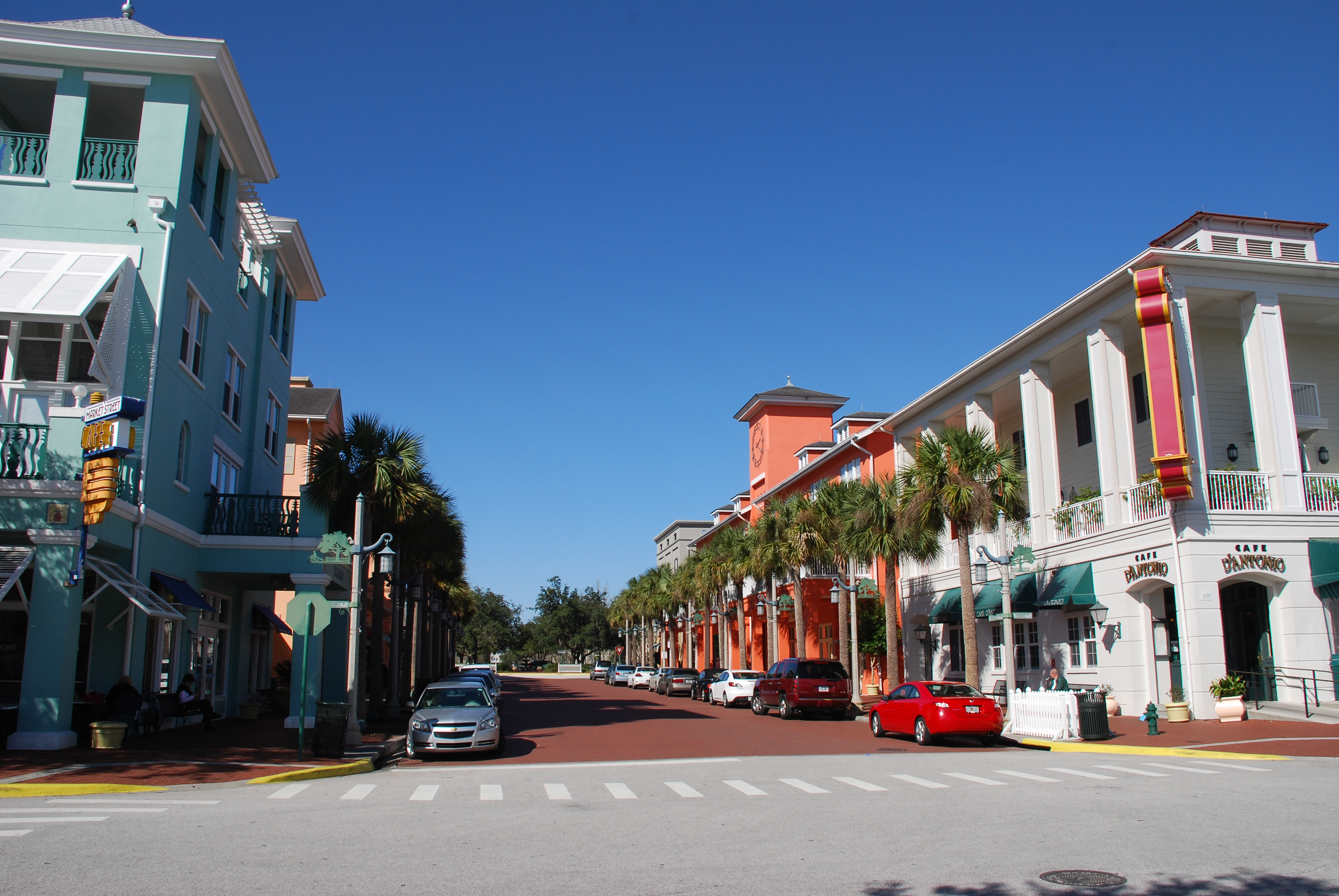
Celebration la città costruita dalla Disney

Grazie agli accordi siglati da Walt Disney, prima della sua morte, con l'allora governatore della Florida per la futura costruzione di EPCOT, la Walt Disney Company detiene la giurisdizione governativa su tutta la terra acquistata per la costruzione del Walt Disney World Resort. Nel 1967, il legislatore dello Stato della Florida, in collaborazione con la Walt Disney World Company, ha creato un distretto fiscale speciale, chiamato Reedy Creek Improvement District, ospitando le città di Bay Lake (dove si trovano i parchi a tema) e Reedy Creek (ora nota come Lake Buena Vista, dove si trovano Disney Springs e gli hotel del parco). Il "distretto di miglioramento" avrebbe avuto il proprio regolamento fondiario, codici edilizi, controllo delle acque, trattamento dei rifiuti, infrastrutture, servizi pubblici, vigili del fuoco, una propria polizia, ecc. e avrebbe agito con la stessa autorità e responsabilità di un governo di contea.
Pertanto, nel 1994, la Walt Disney Company costruì una comunità pianificata nella proprietà della Florida chiamata Celebration, che impiega alcune delle idee immaginate da Walt Disney, ma su scala significativamente ridotta. A differenza di EPCOT, che era basato sul modernismo e il futurismo, non esiste un design radiale per Celebration, che è stata invece progettata sulla base del neourbanesimo e assomiglia a una piccola città americana stereotipata, ma con tutti i comfort moderni, senza però le idee di trasporto rivoluzionarie contenute nei piani originali per EPCOT. Dal 2004, la Disney non è più la proprietaria della città che ha ceduto alla società newyorkese Lexin Capital.